# Trachylepis ozorii
Trachylepis ozorii es una especie de escamosos de la familia Scincidae.

## Distribución geográfica
Es endémica de la isla de Annobón (Guinea Ecuatorial).